# Sasso d'Ombrone
Sasso d'Ombrone is een plaats (frazione) in de Italiaanse gemeente Cinigiano.